# Socond
Socond (Nagyszokond en hongrois, Groß Sokond en allemand) est une commune roumaine du județ de Satu Mare, dans la région historique de Transylvanie et dans la région de développement du Nord-ouest.

## Géographie
La commune de Socond est située dans le sud du județ, à la limite avec le județ de Maramureșau contact entre la plaine du Someș et les collines de Crasna et Codru, au bord de la Hodișa, affluent de la rivière Crasna, à 12 km au sud-est d'Ardud et à 31 km au sud de Satu Mare, le chef-lieu du județ.
La municipalité est composée des cinq villages suivants (population en 2002) :
- Cuța (418) ;
- Hodișa (283) ;
- Socond, (458), siège de la commun e;
- Soconzel (383) ;
- Stâna (1 034).

## Histoire
La première mention écrite du village de Socond date de 1424 comme pour celui de Cuța. Soconzel et Stâna apparaissent en 1600.
La commune, qui appartenait au royaume de Hongrie, faisait partie de la principauté de Transylvanie et elle en a donc suivi l'histoire. Au Moyen Âge, les différents villages faisaient partie des domaines de la famille Drágfi, ils sont cédés aux Károlyi au XVIIIe siècle et ceux-ci encouragent l'installation de colons d'origine allemande.
Après le compromis de 1867 entre Autrichiens et Hongrois de l'empire d'Autriche, la principauté de Transylvanie disparaît et, en 1876, le royaume de Hongrie est partagé en comitats. Socond intègre le comitat de Szatmár (Szatmár vármegye).
À la fin de la Première Guerre mondiale, l'Empire austro-hongrois disparaît et la commune rejoint la Grande Roumanie au traité de Trianon.
En 1940, à la suite du deuxième arbitrage de Vienne, elle est annexée par la Hongrie jusqu'en 1944, période durant laquelle sa communauté juive est exterminée par les nazis. À la fin de la guerre, 45 habitants d'origine allemande sont déportés en URSS. La commune réintègre la Roumanie après la Seconde Guerre mondiale au traité de Paris en 1947.

## Politique
Le conseil municipal de Socond compte 11 sièges de conseillers municipaux. À l'issue des élections municipales de juin 2008, Ioan Sava (PD-L) a été élu maire de la commune.
| Parti                                                | Nombre de conseillers |
| ---------------------------------------------------- | --------------------- |
| Parti démocrate-libéral (PD-L)                       | 4                     |
| Parti social-démocrate (PSD)                         | 4                     |
| Parti national libéral (PNL)                         | 2                     |
| Parti de la Nouvelle Génération - Chrétien-démocrate | 1                     |

## Religions
En 2002, la composition religieuse de la commune était la suivante :
- Chrétiens orthodoxes, 91,84 % ;
- Catholiques romains, 5,04 % ;
- Pentecôtistes, 1,28 % ;
- Grecs-Catholiques, 1,16 %.

## Démographie
En 1910, à l'époque austro-hongroise, la commune comptait 2 144 Roumains (74,08 %), 502 Allemands (17,35 %) et 178 Hongrois (6,15 %).
En 1930, on dénombrait 2 826 Roumains (74,90 %), 629 Allemands (16,67 %), 116 Hongrois (3,07 %), 121 Tsiganes (3,21 %) et 80 Juifs (2,12 %).
En 1956, après la Seconde Guerre mondiale, 3 361 Roumains (80,77 %) côtoyaient 392 Allemands (9,42 %), 230 Hongrois (5,53 %) et 175 Tsiganes (4,21 %) .
En 2002, la commune comptait 1 812 Roumains (70,34 %), 641 Tsiganes (24,88 %), 91 Hongrois (3,53 %) et 30 Allemands (1,16 %). On comptait à cette date 1 296 ménages et 950 logements.
| 1880  | 1890  | 1900  | 1910  | 1920  | 1930  | 1941  | 1956  | 1966  |
| ----- | ----- | ----- | ----- | ----- | ----- | ----- | ----- | ----- |
| 2 056 | 2 404 | 2 645 | 2 894 | 2 992 | 3 773 | 4 185 | 4 161 | 4 114 |

| 1977  | 1992  | 2002  | 2007  | - | - | - | - | - |
| ----- | ----- | ----- | ----- | - | - | - | - | - |
| 3 813 | 2 936 | 2 576 | 2 457 | - | - | - | - | - |

## Économie
L'économie de la commune repose sur l'agriculture et l'élevage.

## Communications

### Routes
Socond est bsituée sur la route régionale DJ193A qui rejoint Rătești et la Nationale DN19A Satu Mare-Zalău au nord-ouest et Hodișa à l'est. La DJ193F se dirige au sud-est vers Soconzel et Stâna.
La route régionale DJ196A unit Stâna au județ de Maramureș au sud-est et bla DN19A au nord-ouest.
À partir d'Hodișa, la DJ194D mène vers Ardud au nord-ouest et la DJ193A vers Homoroade au nord-est.

## Lieux et monuments
- Socond, église catholique romaine datant de 1804[10].
- Socond, chapelle orthodoxe datant de 1740[10].
- Hodișa, église grecque-orthodoxe[10].
- Soconzel, église orthodoxe en bois des Sts Archanges datant de 1777, classée monument historique[11].
- Stâna, église orthodoxe en bois de l'Entrée de la Vierge dans L'Église datant du XVIIIe siècle, classée monument historique[10],[12].

## Galerie de photographies sur l'église en bois de Soconzel

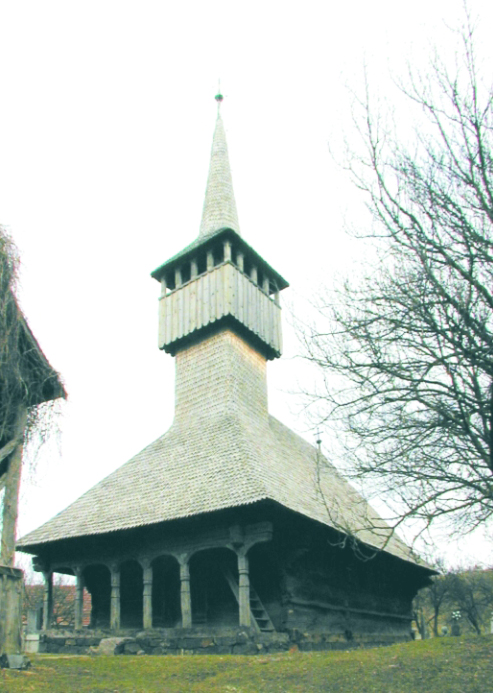
Vue générale de l'église
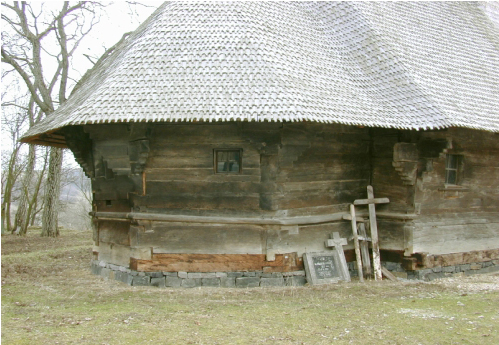
L'abside de l'église
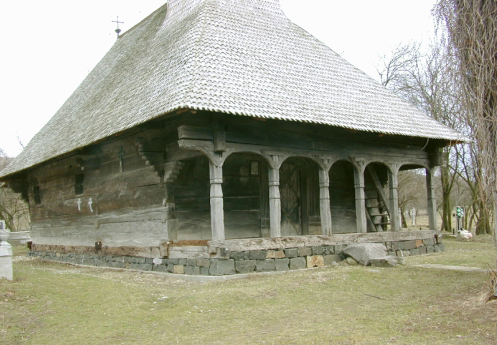
La galerie d'entrée de l'église
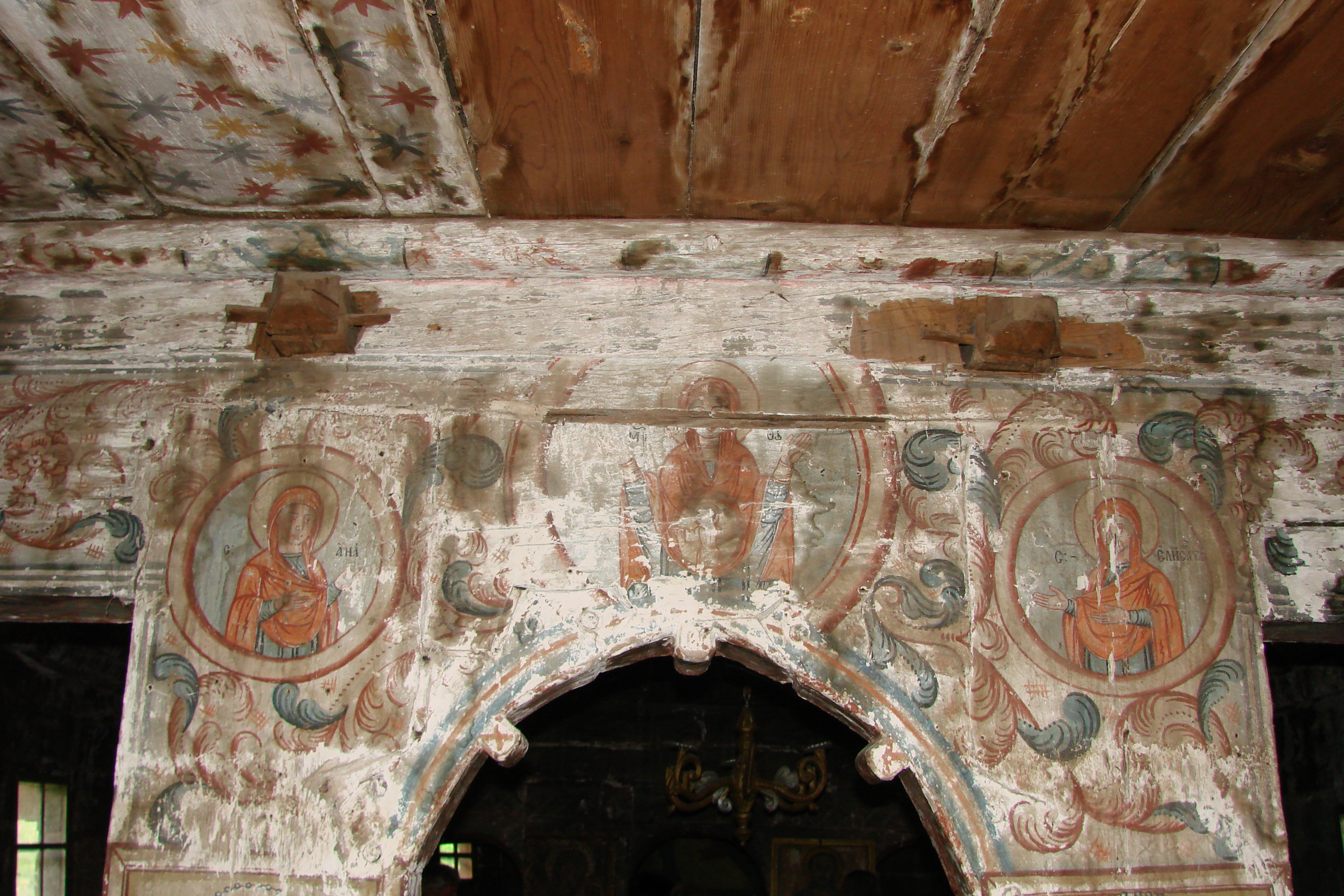
Peintures murales intérieures
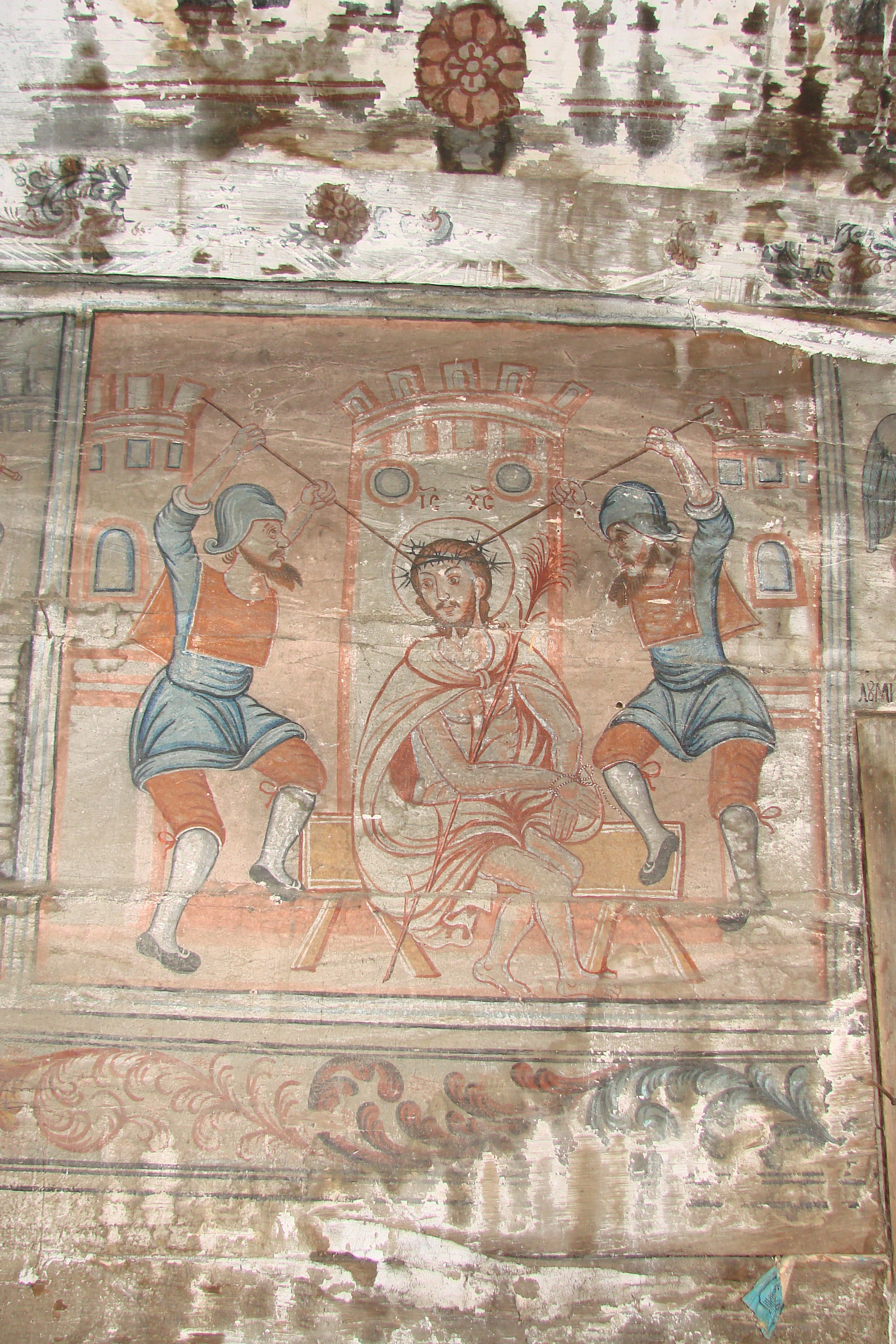
Peintures murales intérieures
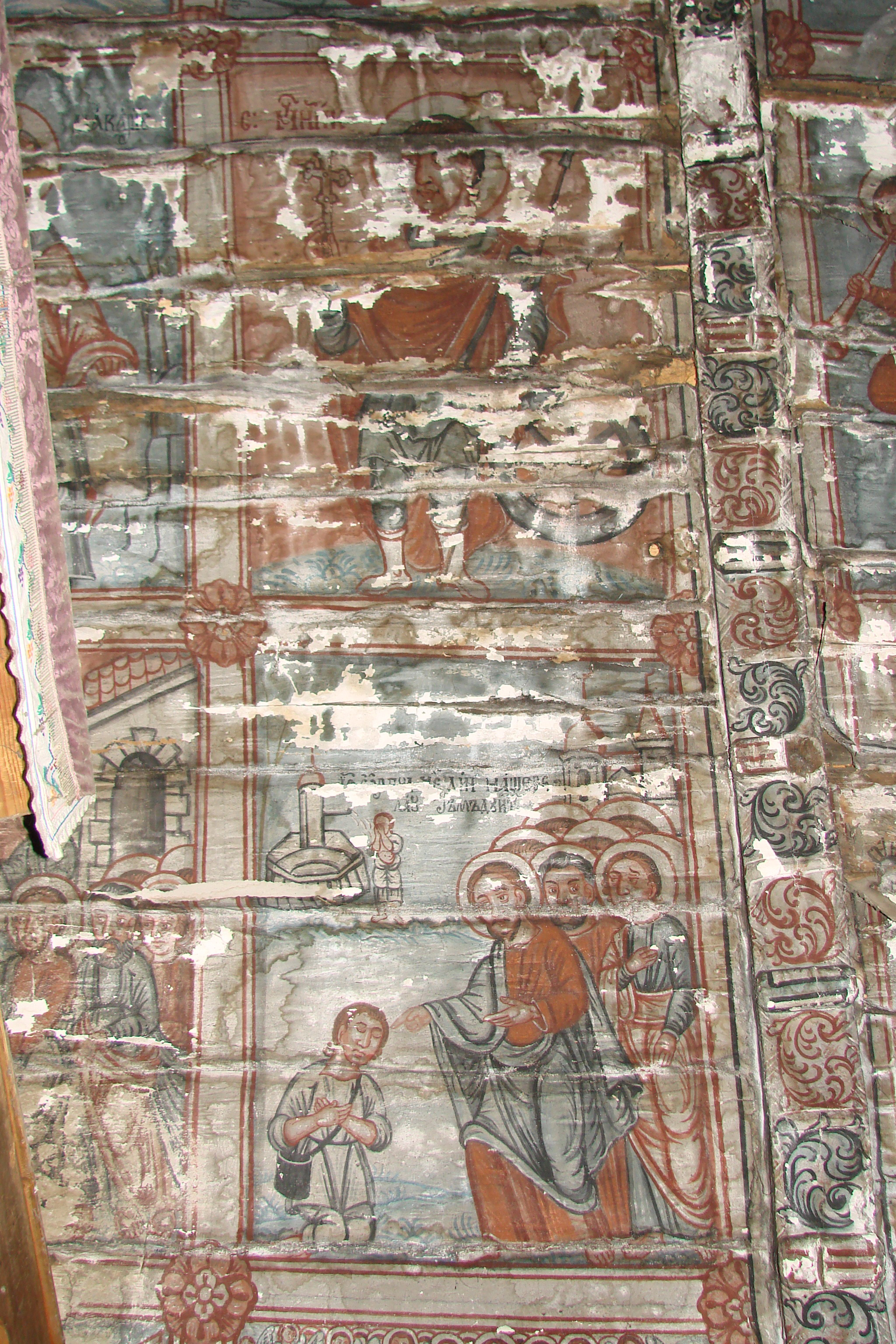
Peintures de la voûte